# Tephritopyrgota nubilipennis
Tephritopyrgota nubilipennis är en tvåvingeart som först beskrevs av Wulp 1885.  Tephritopyrgota nubilipennis ingår i släktet Tephritopyrgota och familjen Pyrgotidae. Inga underarter finns listade i Catalogue of Life.